# Lorica (cráter)
Lorica es el nombre de un cráter de impacto en el planeta Marte situado a -20° Norte (hemisferio Sur) y -28.4° Oeste. El impacto causó un abertura de 67.6 kilómetros de diámetro en la superficie del planeta. El nombre fue aprobado en 1976 por la Unión Astronómica Internacional en honor a la comunidad colombiana de Santa Cruz de Lorica.